# عشق در سایه
« عشق در سایه روشن» تک‌آهنگی از هنرمند اهل ایالات متحده آمریکا الیزابت دیلی است که در سال ۱۹۸۶ میلادی منتشر شد.